# Lillesjön (Älmeboda socken, Småland)
Lillesjön är en sjö i Tingsryds kommun i Småland och ingår i Ronnebyåns huvudavrinningsområde. Sjön har en area på 0,228 kvadratkilometer och ligger 127,1 meter över havet. Vid provfiske har abborre, braxen, mört och sarv fångats i sjön.

## Delavrinningsområde
Lillesjön ingår i det delavrinningsområde (626707-146527) som SMHI kallar för Utloppet av Kinnen. Medelhöjden är 147 meter över havet och ytan är 28,75 kvadratkilometer. Det finns inga avrinningsområden uppströms utan avrinningsområdet är högsta punkten. Lillån som avvattnar avrinningsområdet har biflödesordning 2, vilket innebär att vattnet flödar genom totalt 2 vattendrag innan det når havet efter 42 kilometer. Avrinningsområdet består mestadels av skog (66 procent) och jordbruk (10 procent). Avrinningsområdet har 1,94 kvadratkilometer vattenytor vilket ger det en sjöprocent på 6,8 procent. Bebyggelsen i området täcker en yta av 0,7 kvadratkilometer eller 2 procent av avrinningsområdet.